# Hanns Stein
Hanns Stein (* 1920), bisweilen auch Hans Stein oder Hannes Stein, ist ein deutscher Rundfunkmoderator, Sportjournalist, Hörspielsprecher und Schauspieler.

## Leben
Der aus Amberg stammende Stein etablierte sich in der Nachkriegszeit als Hörfunksprecher und avancierte bereits in jungen Jahren zum Chefsprecher von Radio München. 1947 erregte Stein in dieser Funktion öffentliches Aufsehen, als er intervenierte, als der Leiter der Kabarett-Abteilung Helmuth M. Backhaus Heidemarie Hatheyer für seine Samstagabendunterhaltungssendungen engagieren wollte. Stein erklärte, er „müsse täglich über die Scheußlichkeiten berichten, die im Nürnberger Ärzteprozeß ans Licht der Öffentlichkeit kämen (...). Man könne ihm deshalb nicht zumuten, mit einer Schauspielerin in einem Haus zu arbeiten, die in dem NS-Euthanasie-Propaganda-Film Ich klage an die Hauptrolle gespielt hat.“ 23 Mitarbeiter solidarisierten sich mit Stein und kündigten an, die Sendung für den Fall, dass Hatheyer auftrete, zu stören. Auch der Betriebsrat gab Stein recht. Backhaus kündigte daraufhin seine Mitarbeit bei Radio München.
In der Nachkriegszeit trug Stein als Radiosprecher auch Dichtung zwischen Musikbeiträgen vor. Er sprach ebenso neben bekannten Schauspielern in zahlreichen Hörspielproduktionen der damaligen Zeit, wie beispielsweise 1948 unter der Regie von Walter Ohm als Kriegsheimkehrer Beckmann in Draußen vor der Tür von Wolfgang Borchert. Diese Aufnahmen sind heute zum Teil noch im Handel erhältlich. Überdies bildete er zusammen mit Jochen Wimmer im Bereich Reitsport bis 1961 ein anerkanntes Reporterduo, das auch im Fernsehen zum Einsatz kam. Erst danach trat er bis Ende der 1970er Jahre auch in Kinofilmen und Fernsehkrimis (Das Kriminalmuseum, Der Kommissar, Der Alte, Derrick) als Schauspieler auf. Außerdem sprach Stein zu dieser Zeit Literatur für Schallplattenaufnahmen und für Lehrmittel für den Deutschunterricht für Ausländer ein.
Stein heiratete die Schauspielerin und später gleichfalls Radiosprecherin Lieselotte Klingler.

## Hörspiele
- 1947: Bertolt Brecht: Rechtsfindung 1934 (Kriminalbeamter) – Regie: Helmut Brennicke (RIAS Berlin)
- 1951: Charles Dickens: Der Bahnwärter – Regie: Heinz Günter Stamm (Hörspiel – RB)

## Einzelbelege
1. ↑  Mediengeschichtliche Veröffentlichungen 1: Buch, Buchhandel, Rundfunk 1945–1949, S. 87
2. ↑  Pech mit Jahrgang 20. Krach im Radio München. In: Der Spiegel vom 1. März 1947.
3. ↑  Rüdiger Bolz: Rundfunk und Literatur unter amerikanischer Kontrolle, S. 65
4. ↑  Draußen vor der Tür im radio.ARD.de-Hörspielarchiv (Memento vom 9. September 2012 im Webarchiv archive.today)

| Personendaten    | Personendaten                                                                   |
| ---------------- | ------------------------------------------------------------------------------- |
| NAME             | Stein, Hanns                                                                    |
| ALTERNATIVNAMEN  | Stein, Hans; Stein, Hannes                                                      |
| KURZBESCHREIBUNG | deutscher Rundfunkmoderator, Sportjournalist, Hörspielsprecher und Schauspieler |
| GEBURTSDATUM     | 1920                                                                            |